# Солдатичі
45°35′ пн. ш. 15°29′ сх. д. / 45.59° пн. ш. 15.48° сх. д.
Солдатичі (хорв. Soldatići) — населений пункт у Хорватії, в Карловацькій жупанії у складі міста Озаль.

## Населення
Населення за даними перепису 2011 року становило 20 осіб.
Динаміка чисельності населення поселення: